# Mikołaj Curyło
Mikołaj Curyło (ur. 6 grudnia 1992 w Bydgoszczy) – polski żużlowiec.
Od 2008 roku zawodnik Polonii Bydgoszcz, której jest wychowankiem. Od 2013 roku jeździ również jako wypożyczenie w Orle Łódź. Młodzieżowy drużynowy mistrz Polski z 2011 roku. Wystąpił w 25 spotkaniach polskiej Ekstraligi żużlowej (stan na koniec sezonu 2012).
Licencję żużlową uzyskał we wrześniu 2008 roku w Grudziądzu. W rozgrywkach ligowych zadebiutował w kwietniu 2009 roku. W ciągu pierwszych dwóch sezonów (2009 i 2010) wystąpił w 10 spotkaniach polskiej Ekstraligi żużlowej. W sezonie 2011 był jednym z podstawowych zawodników Polonii Bydgoszcz, jeżdżącej wówczas w I lidze. W sumie wystąpił w 14 meczach ligowych.
Czterokrotnie wystąpił w młodzieżowych indywidualnych mistrzostwach Polski na żużlu – w 2009 był rezerwowym, rok później zajął 4. miejsce, w 2011 roku był 12, a w 2012 ponownie 4 i jedynie punkt dzielił go od miejsca na podium. Wziął także udział w finale indywidualnych mistrzostw Europy juniorów na żużlu – w 2011 roku był 12. Ponadto, wraz z Szymonem Woźniakiem, Damianem Adamczakiem oraz Karolem Jóźwikiem, w 2011 roku zdobył tytuł młodzieżowego drużynowego mistrza Polski. A w finale Młodzieżowych Mistrzostw Polski Par Klubowych w 2012 roku, razem z Szymonem Woźniakiem oraz Bartoszem Bietrackim wywalczył srebrny medal.
W maju 2011 roku otrzymał powołanie na zgrupowanie juniorskiej reprezentacji Polski na żużlu przed turniejem półfinałowym drużynowych mistrzostw świata juniorów na żużlu, jednak ostatecznie nie znalazł się w składzie reprezentacji na te zawody.
W 2013 roku był zawodnikiem rezerwowym bydgoskiego Grand Prix Europy.
W trakcie kariery zawodnik często określany pseudonimem „Miniek”.
Jego chrzestnym jest Waldemar Cieślewicz, natomiast kuzynem Damian Stachowiak, również żużlowcy.